# در ستایش سایه‌ها
در ستایش سایه‌ها (به ژاپنی: 陰翳礼讃, In'ei Raisan) جستاری انتقادی از تانیزاکی جون‌ایچیرو نویسنده مشهور قرن بیستم میلادی در باب زیبایی‌شناسی ژاپنی است. او در این جستار که نخستین بار در سال ۱۹۳۳ انتشار یافت، از ناسازگاری فرهنگ ژاپنی و فرهنگ غربی می‌گوید.
از حس زیبایی‌شناسی ژاپنی قبل از اختراع چراغ‌های الکتریکی و درهم‌آمیختگی زندگی روزمره ژاپنی‌ها با طبیعت، همچنین بیم از دست رفتن سایه‌ها در روند مدرنیزاسیون ژاپن سخن به میان می‌آورد و در نهایت با هدف ستایش سایه‌ها و زیبایی‌هایی که در زندگی روزمره و عرصه‌های هنری خلق می‌کنند این اثر ادبی را نوشته است. 